# Jean-Marc Cochereau
Jean-Marc Cochereau (1949 - 10 de janeiro de 2011) foi um maestro francês.
Aluno do Conservatório Nacional Superior de Música e Dança de Paris, o maestro também dirigiu e produziu várias ópras no Canadá e na França.